# 国际学院埼玉短期大学
国际学院埼玉短期大学（日语：／ Kokusai Gakuin Saitama Tankidaigaku *）是一所位于日本埼玉县埼玉市大宫区的私立短期大学。

## 概要

### 简介
- 学校最早可以追溯到1963年[1]。短期大学为于1983年开办[1]、由学校法人国际学院经营。

### 历史
- 1983年 国际学院埼玉短期大学成立并同时设置食物营养学科和幼儿教育科[1]。
- 1995年 专科食物营养专攻成立[1]。
- 1996年 专科幼儿教育专攻成立[1]。
- 2004年 食物营养学科变更为健康营养学科、幼儿教育科变更为幼儿保育学科[1]。食物营养专攻变更为健康营养专攻、幼儿教育专攻变更为幼儿保育专攻[1]。
- 2010年 健康营养学科分离为营养师专攻和厨师专攻[注 1][1]。厨师业余课程[注 4]成立[2]。
- 2011年 专科高度厨师专攻[注 2]和职业启发专攻[注 3]成立。

### 宪章
- 请参看国际学院埼玉短期大学的标志 （日語） 2013年11月26日阅览。

## 学校环境
- 校区：在埼玉县埼玉市大宫区

## 历任校长
- 大野诚：第一代短期大学校长[3]。
- 大野博之：就任于2008年[1]。现在短期大学校长[4]

## 组织

### 学科
- 健康营养学科
  - 营养师专攻
  - 厨师专攻[注 1]
- 幼儿保育学科

### 专科
| - 健康营养专攻 - 幼儿保育专攻 - 高度厨师专攻 - 职业启发专攻 |

### 业余课程
| - 厨师业余课程 |

### 附属机关
| - 图书馆：成立于1986年。 |

## 相关链接
- 日本短期大学列表